# Hesedorf (Gyhum)
Hesedorf (plattdeutsch Heesdörp) ist ein niedersächsisches Dorf im Landkreis Rotenburg (Wümme). Der Ort rechnet verwaltungstechnisch zur Gemeinde Gyhum in der Samtgemeinde Zeven.

## Lage
Die Ortschaft liegt an der A 1. Von dort ist der Ort über die B 71 und die K 141 zu erreichen.

## Geschichte
Zwischen 8000 und 6000 v. Chr. siedelten hier Menschen, was der älteste Fund, der in Hesedorf zu Tage kam, eine Flintklinge (Feuersteinmesser), die in der Flur Asterloh gefunden wurde, beweist. An einer nicht genau bezeichneten Stelle fand man ein Teilstück eines Feuersteinbeils sowie zwei durchbohrte Steinhämmer aus auffällig rauem Felsgestein. Auch alte Grabstätten wurden gefunden. Etwa unterhalb des alten Bahnhofs befand sich ein Urnenfriedhof. Davon ca. 1,5 bis 2 km entfernt, an der Grenze zum Borchelsmoor gab es Steingräber. Frühere Bezeichnungen des Ortes waren Hester (Eichen) und Häsedorff.
Erste urkundliche Erwähnung erfolgte 1384 als Hesedorf bei Gyhum laut Güterregister der Bremer Domkirche den Zehnten (Zehntroggen) an die Bremer Dompropstei entrichtete. Um 1500 bestand Hesedorf aus fünf Bauhöfen (Vollhofen). Im 16. Jh. gehörte Hesedorf zur Börde Gyhum und unterstand der Gerichtsbarkeit derer von Borch (Borgh) aus Bockel. Ab 1740 war das Dorf der Amtsvogtei Scheeßel zugehörig. Nach einer Bevölkerungserhebung hatte es zu jener Zeit 76 Einwohner. 1753 zum Kirchspiel Gyhum zählend, gehörte der Ort 1777 zum Hannoverschen Amt Rotenburg und war eingepfarrt in Gyhum. Die Schule wurde 1793 gegründet und gehörte zur Parochie Gyhum. Es gibt eine Hauptschule in Gyhum und eine Nebenschule in Hesedorf, wozu Borchelhof und einige Anbauern von Borchelsmoor gehören.
Die Lehrstellen an diesen Nebenschulen sind Erbstellen, welche aus Mitgliedern der Familie besetzt werden.
1823 zählte Hesedorf 101 Einwohner. 25 Jahre später 1848 gehörte Hesedorf zur Provinz Verden, Landdrostei Stade, Obrigkeit Amt Rotenburg, Pfarre Gyhum, Postbehörde Rotenburg und verfügte über 159 Einwohner und 29 Wohnungen. Eine Volkszählung von 1871, als der Ort zum Amt Zeven gehörte ergab:
- Wohnplätze: 1; Wohngebäude: 35; Haushalte: 36;
- Einwohner: 197; Einwohner (weibl.): 102;
  - davon: Ortgebürtige: 114; Preußen: 196; Nicht-Preußen: 1; unter 10 Jahre: 55;
  - Menschen, die lesen und schreiben können: 116; ohne Angaben: 1; Analphabeten: 25;

1885 gehörte Hesedorf dann zum Kreis Zeven, Amt Zeven, Reg.Bez. Stade, zur alten Provinz Verden, Pfarre Gyhum, Post Rotenburg/Hannover. 1905 wurde die erste Feuerwehr in Hesedorf gegründet. Das erste Feuerwehrhaus stand auf dem Gelände der Schule (jetzt Kinderspielkreis) an Böhlings Grenze. 1906 erfolgte die Einweihung der Bahnstrecke. Seit 1921/22 wurde Hesedorf mit Strom versorgt. 1931 besaß Hesedorf 360 Einwohner und 1142 Hektar.
Bedingt durch Flüchtlinge aus Bessarabien und Westpreußen zählte Hesedorf 1946/47 schon 600 Einwohner. 1958 erfolgte die Einführung des Hesedorfer Wappens. 1966 belegt im Wettbewerb Unser Dorf soll schöner werden Hesedorf den 1. Platz.
Am 1. März 1974 hatte die Gemeinde Hesedorf bei Gyhum 710 Einwohner und 190 Haushalte und wurde im Rahmen der Gemeindegebietsreform in die Gemeinde Gyhum eingemeindet, die der Samtgemeinde Zeven angegliedert wurde.

## Sehenswertes
- Denkmalgeschützte 
  - Hofanlage Dorfstraße 57 von 1880 und aus dem 20. Jh.
  - Wohn- und Wirtschaftsgebäude Dorfstraße 53 vom 19. Jh. in Fachwerk
  - Wohn- und Wirtschaftsgebäude Im Moor 2 von um 1850 in Fachwerk
  - Wohn- und Wirtschaftsgebäude Weidenweg 11 als Häuslingshaus von um 1845 in Fachwerk
  - Backhaus Schulstraße von 1810 in Fachwerk, 1999 umgesetzt
- Schafstall, Backhaus, Querdurchfahrtsscheune, Torfscheune und Göpelschauer als Schaubeispiele vom Verein zur Dorf- und Heimatpflege Hesedorf bei Gyhum.

## Vereine
- Heimatverein Hesedorfs.[3]

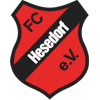
FC Hesedorf

- Hesedorfs Dorfjugend engagiert sich in der Durchführung des alljährlichen Erntefestes, des Osterfeuers und vielem mehr.[4]
- Schützenverein
- Sportverein FC Hesedorf
- Spielmanns- und Fanfarenzug Hesedorf